# نیروگاه هسته‌ای ونگجیشان
نیروگاه هسته‌ای ونگجیشان (به لاتین: Fangjiashan Nuclear Power Plant) یک نیروگاه هسته‌ای در چین است که در شهرستان های‌یان (چجیانگ) واقع شده‌است.